# Якущенко Валерій Миколайович
Вале́рій Микола́йович Якущенко (5 липня 1978 — 9 липня 2015) — старший сержант Збройних сил України, учасник російсько-української війни.

## Життєпис
Закінчив новомиколаївську ЗОШ, пішов працювати у колгосп рідного села. Пройшов строкову військову службу в лавах ЗСУ. По демобілізації утворив власне господарство, придбав трактор та автомобіль.
З початком війни призваний за мобілізацією, в зоні бойових дій служив від березня 2014 року. Старший сержант, старшина роти 17-ї окремої танкової бригади.
Воював під Станицею Луганською — на блокпосту «Сталінград».
9 липня 2015-го зазнав важкої травми голови поблизу Станиці Луганської. Помер під час транспортування до лікарні у Дніпропетровськ.
Похований у Новомиколаївці, прощалися із Валерієм усім селом, в останню дорогу проводжали на колінах із лампадками.
Лишилися дружина та дві доньки — 2001 р.н. та 2008 р.н.

## Вшанування
12 лютого 2016 року в новомиколаївській ЗОШ відкрито меморіальну дошку Валерію Якущенку.